# Anisotremus surinamensis
Lippu croupia
Espèce
Statut de conservation UICN

 DD  : Données insuffisantes
Anisotremus surinamensis, communément nommé Lippu croupia, est une espèce de poisson marin de la famille des Haemulidae.
Il est présent dans les eaux tropicales de la zone occidentale de l'Océan Atlantique soit de la Floride aux côtes du Brésil en passant par le Golfe du Mexique et la Mer des Caraïbes. 
Sa taille maximale est de 76 cm mais la taille moyenne est de 45 cm.